# Новожилов, Игорь Васильевич
И́горь Васи́льевич Новожи́лов (3 декабря 1931, Песочня, Западная область — 15 января 2006, Москва) — советский, российский учёный-механик и педагог высшей школы. Профессор кафедры прикладной механики и управления мехмата МГУ, заслуженный профессор МГУ (2000), поэт, прозаик, художник-график,. Лауреат Государственной премии СССР (1976). Лауреат Ломоносовской премии МГУ за педагогическую деятельность (1997).

## Биография

### Детство
Игорь Васильевич Новожилов родился 3 декабря 1931 года в семье интеллигентов в рабочем посёлке Песочня Песоченского района Западной области, ныне город Киров — административный центр муниципального района «Город Киров и Кировский район» Калужской области.
Детство Игоря Васильевича прошло в подмосковном Высоковске. Родители будущего учёного — Анна Александровна Хренова, учительница местной школы, и Василий Алексеевич Новожилов, последовательно начальник местной ТЭС, директор фабрики ёлочных игрушек, главный механик местного торфпредприятия, председатель колхоза. В октябре 1941 года В. А. Новожилов был призван в действующую армию (служил на Северном флоте в морской пехоте), а его семья при приближении немецких войск эвакуировалась в Курганскую область, где девятилетнему Игорю пришлось — в меру своих сил — исполнять новую для него роль единственного мужчины в семье. На месте эвакуации семья (Игорь, его мать, старшая сестра Римма 1928 года рождения, младшая сестра Людмила 1941 года рождения и бабушка) была определена на постой в село Верхняя Алабуга Звериноголовского района; там Анне Александровне пришлось, за отсутствием ушедших на фронт мужчин-учителей, преподавать в старших классах местной школы и математику, и физику. Помогать матери в освоении — по учебникам — новых дисциплин приходилось Игорю.

### Учёба в университете
Из эвакуации семья вернулась в Высоковск, среднюю школу в котором Игорь Новожилов окончил с золотой медалью; после этого он решил продолжить обучение в Москве. При получении документов с ним произошёл курьёзный случай: будучи по национальности карелом, он с удивлением обнаружил в паспорте запись в графе «национальность» — «корей». Сначала он решил поступать в Московский авиационный институт, но там в приёмную комиссию стояла большая очередь; тогда он «за компанию» со своим другом Николаем Парусниковым (который был старше Новожилова на полгода и пытался поступить в вуз уже второй раз) поехал поступать на механико-математический факультет МГУ, куда документы обоих абитуриентов приняли без малейшего промедления. Однокурсниками стали известные впоследствии учёные В. В. Белецкий, А. А. Боровков, А. Г. Витушкин, А. А. Гончар, Е. А. Девянин, У. А. Джолдасбеков, А. П. Ершов, А. М. Ильин, И. А. Кийко, В. Д. Клюшников, М. Л. Лидов, В. В. Лунёв, Р. А. Минлос, Г. С. Росляков, С. А. Шестериков.
Учёба не давалась легко, однако именно в то время раскрылись разносторонние таланты будущего учёного. Игорь Васильевич увлёкся походами на байдарках и в горы, принимал участие в студенческой самодеятельности, писал стихи, рисовал дружеские шаржи, пейзажи, оформлял стенгазету. Окончил факультет по отделению механики в 1954 году.

### Трудовая деятельность
В 1955—1964 гг. работал в приборостроительном НИИ министерства авиационной промышленности. В 1957 году защитил кандидатскую диссертацию (её тема, связанная с навигацией самолётов, входила в план исследований НИИ и была предложена начальником отдела В. Д. Андреевым). И. В. Новожилов также вёл прикладные исследования по гироскопии, по динамике полёта. Был ответственным разработчиком системы угловой стабилизации для аппарата мягкой посадки «Е-6» на лунную поверхность. В 1964—1975 гг. — заведующий лабораторией Института механики МГУ. С 1972 года — доктор физико-математических наук.
С 1975 года работал на энергомашиностроительном факультете МЭИ в должности заведующего кафедрой теоретической механики и руководил ею до 1986 года; читал курс «Теоретическая механика» для студентов энергомашиностроительного факультета. В 1986 году по приглашению академика А. Ю. Ишлинского вернулся на механико-математический факультет МГУ, где занял должность профессора кафедры прикладной механики (с 1993 года она носит название «кафедра прикладной механики и управления»). Читал для студентов мехмата курсы «Теория колебаний» и «Математические модели прикладной механики».
Игорь Васильевич Новожилов скончался 15 января 2006 года в городе Москве. Похоронен на малой родине: на кладбище при Храме Воскресения Словущего в селе Шипулино Городского поселения Высоковск Клинского района Московской области.

## Научная и педагогическая деятельность

### Научные достижения
И. В. Новожилов внёс крупный вклад в развитие общей теории гироскопических и навигационных систем. Цикл его работ был связан с исследованием динамики пространственных гироскопических стабилизаторов — силовых и индикаторных. Им были получены выражения для «медленных» составляющих движения, характеризующих систематические уходы гиростабилизатора, в зависимости от параметров механической системы и действующих возмущений; это позволило дать рекомендации по рациональной компоновке гироблоков, позволяющей минимизировать уходы. Он выявил условия устойчивости трёхосных силовых и индикаторных гиростабилизаторов, а также условия устойчивости индикаторного гиростабилизатора в четырёхосном кардановом подвесе. Было исследовано также влияние конечной жёсткости конструкции на величину систематических уходов гироскопа в кардановом подвесе.
Много работал И. В. Новожилов в области фракционного анализа, где разработал методику нормализации уравнений движения механических систем и выделения в них малых параметров, обосновал применение строгих асимптотических методов к задаче построения и развития прецессионной теории гироскопических систем. Он определил условия корректности применения традиционных моделей механических систем: прецессионной теории гироскопов, абсолютно твёрдого тела, связей различного типа. Построил модель качения деформированного колеса, в определённом смысле объединяющую и обобщающую модели Картера, Рокара, Фромма, Келдыша. Разработал методику доопределения систем с разрывными характеристиками и применил её при исследовании механических систем с сухим трением (а также при определении условий существования скользящих режимов в релейной системе управления угловым движением космического аппарата). Построил и обосновал приближённые математические модели динамики полёта самолёта, автопилота, вагона в магнитном подвесе, модели поперечных колебаний вагонов железнодорожного состава, имитационных динамических стендов, модели локомоций различных объектов биомеханики. Совместно с профессором-нефрологом Г. П. Кулаковым и другими сотрудниками больницы имени С. П. Боткина разработал модель массообмена системы «человек — искусственная почка», сыгравшую принципиальную роль в создании теории гемодиализа (её разработка была для И. В. Новожилова во многом и личной задачей).
В 1977—1978 гг. И. В. Новожилов принимал активное участие в работе Студенческого конструкторского бюро (СКБ) МЭИ над созданием первого студенческого искусственного спутника Земли — радиолюбительского спутника связи (26 октября 1978 года ракета-носитель вывела на орбиту ИСЗ «Космос-1045» и сразу три радиолюбительских спутника; однако сигнал был получен от спутников, созданных в Общественной лаборатории космической техники ДОСААФ) и СКБ «Искра» МАИ, которые после запуска получили соответственно названия «Радио-1» и «Радио-2», а спутник СКБ МЭИ на связь не вышел (не раскрылись антенны и солнечные батареи) и названия не получил). В 2003 году в связи с 25-летием запуска И. В. Новожилов и ряд других сотрудников МЭИ были награждены одной из высших наград Федерации космонавтики России — медалью «За заслуги».

### Педагогическая деятельность
Игорь Васильевич Новожилов был прекрасным лектором. Одним из первых применил компьютерные методы в процессе обучения студентов втузов теоретической механике. Его учебное пособие «Типовые расчёты по теоретической механике на базе ЭВМ», написанное в соавторстве с М. Ф. Зацепиным, оказалось настольной книгой многих преподавателей механики в России и за её рубежами.
Был членом Российского национального комитета по теоретической и прикладной механике, Экспертного совета по математике и механике Высшей аттестационной комиссии РФ, Научно-методического совета по теоретической механике при Министерстве образования и науки Российской Федерации, редколлегий журнала «Известия РАН. Механика твёрдого тела» и Сборника научно-методических статей «Теоретическая механика». Заслуженный профессор Московского университета (2000). Являлся главой крупной механической школы; при его консультациях и руководстве защищены 4 докторские и 18 кандидатских диссертаций.

## Публикации

### Фракционный анализ
- Новожилов И. В. Введение малого параметра в уравнения движения // Научн. тр. Ин-та механики МГУ. — 1973. — № 29. — С. 126—132.
- Новожилов И. В. Фракционный анализ. — М.: Моск. энерг. ин-т, 1980. — 48 с.
- Новожилов И. В. О моделировании онтогенных процессов в связи с динамикой этногенеза // Изв. РАН. МТТ. — 1993. — № 4. — С. 107—112.
- Новожилов И. В. Размышления о математическом моделировании и не только о нём // Знание — сила. — 1995. — № 12. — С. 48—57.
- Новожилов И. В. Фракционный анализ. — М.: Изд-во МГУ, 1995. — 224 с.
- Novozhilov I. V. Fractional analysis. Methods of Motion Decomposition. — Boston: Birkhauser, 1997. — 252 p. — ISBN 0-8176-3889-X.
- Новожилов И. В. Об уточнении предельных моделей механики // Нелинейная механика / Под ред. В. М. Матросова, В. В. Румянцева, А. В. Карапетяна. — М.: Физматлит, 2001. — 432 с. — ISBN 5-9221-0091-2. — С. 174—191.
- Влахова А. В., Новожилов И. В. Разделение движений разночастотной механической системы, не содержащей явно «малых» или «больших» параметров // Изв. РАН. МТТ. — 2003. — № 1. — С. 42—51.
- Влахова А. В., Новожилов И. В. Разделение движений в системах с разрывными правыми частями // Проблемы механики. К 90-летию со дня рождения А. Ю. Ишлинского. — М.: Физматлит, 2003. — 832 с. — ISBN 5-922104-22-5. — С. 187—195.
- Новожилов И. В. Методы формирования приближённых математических моделей движения // Фундаментальная и прикладная математика. — 2005. — Т. 11, № 7. — С. 5—9.

### Теоретическая механика
- Новожилов И. В.  Условия застоя в системах с сухим трением // Изв. АН СССР. МТТ. — 1973. — № 1. — С. 8—14.
- Новожилов И. В.  Стабилизация космического аппарата по показаниям единственного датчика информации — релейного датчика положения // Научн. тр. Ин-та механики МГУ. — 1973. — № 28.
- Калинин В. В., Новожилов И. В.  О необходимых и достаточных условиях реализуемости неголономных связей силами кулонова трения // Изв. АН СССР. МТТ. — 1975. — № 3. — С. 15—19.
- Зацепин М. Ф., Новожилов И. В. . Уравнения движения механических систем в избыточном наборе переменных // Сб. научно-метод. статей по теоретической механике. Вып. 18. — М.: Высшая школа, 1987. — С. 62—66.

### Гироскопия
- Новожилов И. В.  Силовой гироскопический стабилизатор с динамическим поглотителем колебаний // Изв. АН СССР. Механика и машиностроение. — 1964. — № 4. — С. 112—114.
- Новожилов И. В.  Об устойчивости трёхосного гиростабилизатора // Изв. АН СССР. Механика. — 1965. — № 5. — С. 137—140.
- Новожилов И. В.  Об устойчивости трёхосного силового гиростабилизатора // Инж. журн. МТТ. — 1968. — № 4. — С. 59—64.
- Новожилов И. В.  Уходы трёхосного силового гиростабилизатора в зависимости от расположения гироблоков на платформе // Инж. журн. МТТ. — 1968. — № 12. — С. 26—29.
- Брагин В. В., Новожилов И. В., Пшеничкина Л. А.  Об устойчивости трёхосного индикаторного стабилизатора // Изв. АН СССР. МТТ. — 1969. — № 6. — С. 26—33.
- Новожилов И. В.  О применении асимптотических разложений теории дифференциальных уравнений с малым параметром при старшей производной для исследования гироскопических систем // Изв. АН СССР. МТТ. — 1970. — № 4. — С. 50—57.
- Кобрин А. И., Мартыненко Ю. Г., Новожилов И. В.  О прецессионных уравнениях гироскопических систем // Прикладная математика и механика. — 1976. — Т. 40, № 2. — С. 230—237.
- Новожилов И. В., Сиваков С. В., Тихомирова В. В.  Идентификация параметров погрешности однороторного гирокомпаса в торсионном подвесе // Изв. АН СССР. МТТ. — 1991. — № 4. — С. 3—6.

### Динамика имитационных стендов
- Новожилов И. В.  Управление четырёхосным кардановым подвесом // Изв. АН СССР. МТТ. — 1983. — № 4. — С. 66—70.
- Новожилов И. В., Осадченко Н. В. Анализ динамики имитационных стендов // Александров В. В., Садовничий В. А., Чугунов О. Д.  Математические задачи динамической имитации полёта. — М.: Изд-во МГУ, 1986. — С. 91—106.
- Ионкин И. Л., Кузьмина Р. П., Новожилов И. В. . Устойчивость многомерной системы управления динамическим стендом // Механика управляемых систем, машин и механизмов: Сб. научн. трудов № 140. — М.: МЭИ, 1987. — С. 33—38.
- Новожилов И. В., Осадченко Н. В. Устойчивость квазистационарных движений имитационных стендов // Математические задачи динамической имитации аэрокосмических полётов / Под ред. В. А. Садовничего. — М.: Изд-во МГУ, 1995. — С. 108—122.
- Новожилов И. В., Бардушкина И. В.  Об одной механической аналогии в задаче управления шестиопорным стендом // Вестник МГУ. Сер. Математика. Механика. — 2003. — № 4. — С. 67—70.

### Динамика транспортных средств
- Новожилов И. В. О заносе при торможении // Изв. АН СССР. МТТ. — 1973. — № 4. — С. 45—50.
- Капустина О. М., Новожилов И. В. Разделение движений в динамике экипажа с неконтактной подвеской // Методы расчёта, проектирования и оптимизации управляемых систем, машин и механизмов: Межвузовск. тематич. сб. № 16. — М.: МЭИ, 1983. — С. 36—42.
- Новожилов И. В. Разделение движений самолёта // Изв. АН СССР. МТТ. — 1995. — № 2. — С. 32—36.
- Новожилов И. В. Модель движения деформируемого колеса // Изв. АН СССР. МТТ. — 1995. — № 6. — С. 19—26.
- Новожилов И. В., Павлов И. С. Приближённая математическая модель колёсного экипажа // Изв. РАН. МТТ. — 1997. — № 2. — С. 196—204.
- Копылов И. А., Новожилов И. В. Модель поперечных колебаний железнодорожного поезда // Изв. РАН. МТТ. — 1998. — № 2. — С. 27—35.
- Новожилов И. В. Качение колеса // Изв. РАН. МТТ. — 1998. — № 4. — С. 52—55.
- Новожилов И. В., Павлов И. С., Фрольцов В. А. О поведении автомобиля на «миксте» // Изв. РАН. МТТ. — 2001. — № 3. — С. 61—67.
- Кручинин П. А., Магомедов М. Х., Новожилов И. В. Математическая модель автомобильного колеса на антиблокировочных режимах движения // Изв. РАН. МТТ. — 2001. — № 6. — С. 63—69.
- Новожилов И. В., Филиппов В. Н. К оценке условий вкатывания гребня железнодорожной колёсной пары на головку рельса // Изв. РАН. МТТ. — 2002. — № 5. — С. 21—29.
- Влахова А. В., Новожилов И. В. О возмущениях прямолинейного движения колёсного экипажа при потере сцепления одного из колёс с дорогой // Мобильные роботы и мехатронные системы. — М.: Изд-во Моск. ун-та, 2004. — С. 110—116.
- Влахова А. В., Новожилов И. В. О заносе колёсного экипажа при «блокировке» и «пробуксовке» одного из колёс // Фундаментальная и прикладная математика. — 2005. — Т. 11, № 7. — С. 11—20.
- Новожилов И. В., Кручинин П. А., Лебедев А. В., Влахова А. В., Боуш Р. Л. Модель движения автомобиля как основа математического обеспечения тренажёрного комплекса водителя // Мехатроника, автоматизация, управление. — 2007. — № 7. — С. 31—36.
- Влахова А. В., Новожилов И. В., Смирнов И. А. Математическое моделирование заноса автомобиля // Вестник Моск. ун-та. Сер. 1. Математика. Механика. — 2007. — № 6. — С. 44—50.

### Робототехника и биомеханика
- Болотин Ю. В., Новожилов И. В.  Управление походкой двуногого шагающего аппарата // Изв. АН СССР. МТТ. — 1977. — № 3. — С. 47—52.
- Новожилов И. В., Кулаков Г. П., Балабанов П. И., Тумкин С. В.  К оценка влияния скоростей потоков крови, диализирующего раствора и качества полупроницаемой мембраны на эффективность диализа // Медицинская техника. — 1977. — № 2. — С. 24—29.
- Новожилов И. В.  Управление пространственным движением двуногого шагающего аппарата // Изв. АН СССР. МТТ. — 1984. — № 4. — С. 47—53.
- Новожилов И. В., Зацепин М. Ф.  Управление аллюрами четырёхногой ходьбы // Изв. АН СССР. МТТ. — 1986. — № 5. — С. 60—66.
- Новожилов И. В., Паншина А. В.  Кинематическая избыточность конечностей и энергозатраты четырёхногой ходьбы // Изв. АН СССР. МТТ. — 1990. — № 2. — С. 60—66.
- Новожилов И. В., Кручинин П. А., Копылов И. А., Журавлёв А. М., Гришин А. А., Дёмин П. П., Куликовский С. В., Моисеева Е. М. Математическое моделирование сгибательно-разгибательных движений нижних конечностей при изменении вертикальной позы человека. — М.: Изд-во мех.-мат. ф-та МГУ, 2001. — 52 с.
- Копылов И. А., Кручинин П. А., Новожилов И. В.  О реализуемости движений по Н. А. Бернштейну // Изв. РАН. МТТ. — 2003. — № 5. — С. 39—49.
- Новожилов И. В., Терехов А. В., Забелин А. В., Левик Ю. С., Шлыков В. Ю., Казенников О. В. . Трёхзвенная математическая модель для задачи стабилизации вертикальной позы человека // Математическое моделирование движений человека в норме и при некоторых видах патологии / Под ред. И. В. Новожилова, П. А. Кручинина. — М.: Изд-во Моск. ун-та, 2005. — 64 с. — С. 7—20.

### Преподавание механики
- Зацепин М. Ф., Новожилов И. В. Опыт применения ЭВМ в преподавании теоретической механики // Сб. научно-метод. статей по теоретической механике. Вып. 13. — М.: Высшая школа, 1983. — С. 136—139.
- Новожилов И. В., Зацепин М. Ф. Типовые расчёты по теоретической механике на базе ЭВМ. — М.: Высшая школа, 1986. — 136 с.

## Литературно-художественная деятельность
И. В. Новожилова отличала не только энциклопедическая широта научных интересов, но и исключительная одарённость в области литературы и искусства.
- Другая грань : Сб. стихов сотрудников Ин-та механики МГУ. — 2-е изд., доп.. — М.: Ин-т механики, 1997. — 262 с.[20]

Автор военно-исторической книги, посвящённой судьбам людей, прошедших через всю Великую Отечественную войну:
- Год рождения 1921. — М.: Христиан. изд-во, 1998.
- Год рождения 1921. — 2-е изд.. — М.: Изд-во механико-математического факультета МГУ, 2004. — 262 с.

Известен также как автор книжных иллюстраций, многих графических произведений.
- Новожилов И. В. Без опасений и стыда : [Альбом. - Факс. изд.]. — М.: Христиан. изд-во, 1991. — 155 с.[21]

Значительный резонанс вызвали остроумные рисунки, сделанные Игорем Васильевичем для книги его коллеги и друга (ещё со студенческих времён) В. В. Белецкого «Очерки о движении космических тел». В рецензии на первое издание «Очерков» В. В. Белецкого академики В. И. Арнольд и Я. Б. Зельдович отмечали: «Книгу украшают и оживляют юмористические рисунки доктора физико-математических наук И. В. Новожилова…»
- Белецкий В. В. Очерки о движении космических тел.. — 2-е изд., испр. и доп.. — М.: Наука, 1977. — 430 с. — 5000 экз.

## Награды
- Государственная премия СССР, 1976 год.
- Премии имени М. В. Ломоносова, 1997 год[23].
- Медаль «За заслуги», Федерация космонавтики России, 2003 год[24]

## Семья
Жена — Муза Николаевна (урождённая Семёнова) (1935 года рождения), специалист в области гидродинамики (ученик профессора О. В. Голубевой). Работала в НПО «Красная Звезда». Детей у них не было.